# ناحیه فاراتسیهو
ناحیه فاراتسیهو (به لاتین: Faratsiho District) یک منطقهٔ مسکونی در ماداگاسکار است که در واکینانکاراترا واقع شده‌است. ناحیه فاراتسیهو ۲٬۰۱۵ کیلومتر مربع مساحت و ۲۲۲٬۹۲۲ نفر جمعیت دارد.